# Криваја (Шабац)
Криваја је насеље у Србији у општини Шабац у Мачванском округу. Према попису из 2022. било је 580 становника.
У селу се налази Црква Преображења, из 1790. године. Овде се налази Војничко гробље у Криваји.

## Галерија
- ОШ „Доситеј Обрадовић”
- Црква Преображења
- Црква Преображења
- Црква Преображења
- Спомен-чесма у порти цркве

## Демографија
У насељу Криваја живи 796 пунолетних становника, а просечна старост становништва износи 44,0 година (41,8 код мушкараца и 46,4 код жена). У насељу има 282 домаћинства, а просечан број чланова по домаћинству је 3,38.
Ово насеље је великим делом насељено Србима (према попису из 2002. године).
|  |

| Демографија | Демографија | Демографија |
| Година      | Становника  | Становника  |
| ----------- | ----------- | ----------- |
| 1948.       | 1.615       |             |
| 1953.       | 1.675       |             |
| 1961.       | 1.628       |             |
| 1971.       | 1.541       |             |
| 1981.       | 1.296       |             |
| 1991.       | 1.126       | 1.126       |
| 2002.       | 952         | 955         |

| Етнички састав према попису из 2002.‍ | Етнички састав према попису из 2002.‍ | Етнички састав према попису из 2002.‍ | Етнички састав према попису из 2002.‍ | Етнички састав према попису из 2002.‍ |
| ------------------------------------ | ------------------------------------ | ------------------------------------ | ------------------------------------ | ------------------------------------ |
|                                      |                                      |                                      |                                      |                                      |
| Срби                                 | Срби                                 |                                      | 935                                  | 98,21%                               |
| Хрвати                               | Хрвати                               |                                      | 2                                    | 0,21%                                |
| Роми                                 | Роми                                 |                                      | 1                                    | 0,10%                                |
| непознато                            | непознато                            |                                      | 13                                   | 1,36%                                |

| Година пописа     | 1948. | 1953. | 1961. | 1971. | 1981. | 1991. | 2002. |
| ----------------- | ----- | ----- | ----- | ----- | ----- | ----- | ----- |
| Број домаћинстава | 273   | 288   | 299   | 306   | 313   | 298   | 282   |

| Број чланова      | 1  | 2  | 3  | 4  | 5  | 6  | 7  | 8 | 9 | 10 и више | Просек |
| ----------------- | -- | -- | -- | -- | -- | -- | -- | - | - | --------- | ------ |
| Број домаћинстава | 48 | 77 | 40 | 34 | 31 | 32 | 14 | 5 | 1 | 0         | 3,38   |

| Пол    | Укупно | Неожењен/Неудата | Ожењен/Удата | Удовац/Удовица | Разведен/Разведена | Непознато |
| ------ | ------ | ---------------- | ------------ | -------------- | ------------------ | --------- |
| Мушки  | 419    | 113              | 274          | 24             | 7                  | 1         |
| Женски | 399    | 38               | 269          | 88             | 2                  | 2         |
| УКУПНО | 818    | 151              | 543          | 112            | 9                  | 3         |

| Пол    | Укупно                    | Пољопривреда, лов и шумарство | Рибарство                            | Вађење руде и камена | Прерађивачка индустрија       |
| ------ | ------------------------- | ----------------------------- | ------------------------------------ | -------------------- | ----------------------------- |
| Мушки  | 349                       | 318                           | 0                                    | 0                    | 8                             |
| Женски | 286                       | 275                           | 0                                    | 0                    | 1                             |
| УКУПНО | 635                       | 593                           | 0                                    | 0                    | 9                             |
| Пол    | Производња и снабдевање   | Грађевинарство                | Трговина                             | Хотели и ресторани   | Саобраћај, складиштење и везе |
| Мушки  | 0                         | 7                             | 4                                    | 0                    | 2                             |
| Женски | 0                         | 0                             | 3                                    | 0                    | 1                             |
| УКУПНО | 0                         | 7                             | 7                                    | 0                    | 3                             |
| Пол    | Финансијско посредовање   | Некретнине                    | Државна управа и одбрана             | Образовање           | Здравствени и социјални рад   |
| Мушки  | 0                         | 0                             | 5                                    | 1                    | 0                             |
| Женски | 0                         | 1                             | 0                                    | 2                    | 1                             |
| УКУПНО | 0                         | 1                             | 5                                    | 3                    | 1                             |
| Пол    | Остале услужне активности | Приватна домаћинства          | Екстериторијалне организације и тела | Непознато            | Непознато                     |
| Мушки  | 3                         | 0                             | 0                                    | 1                    | 1                             |
| Женски | 1                         | 0                             | 0                                    | 1                    | 1                             |
| УКУПНО | 4                         | 0                             | 0                                    | 2                    | 2                             |